# Noviciátus
Noviciátus: újoncidő (próbaidő) a szerzetesközösségekben
Lásd még: Szerzetesség
Többnyire a beöltözéssel (a szerzetesi ruha felvételével) kezdődik és az ideiglenes szerzetesi fogadalommal végződik.
A noviciátus célja kettős: Egyrészt, hogy a szerzetbe belépni kívánó személy megismerhesse a szerzetesi élet sajátosságait, az adott szerzetesközösség célját, életmódját, és az így megszerzett ismeret birtokában megalapozottan dönthessen, kívánja e fogadalommal elkötelezni magát a szerzetesi közösségben való életre, az „evangéliumi tanácsok” (szegénység, tisztaság, engedelmesség) követésére. Másrészt ez a próbaidő ad lehetőséget arra, hogy a szerzetesközösség is megismerje a jelöltet, hogy a szerzetes-elöljáró meg tudja ítélni a jelölt alkalmasságát a szerzetesi életre.
A katolikus egyházjog előírása szerint a noviciátust az újoncnak (novícius, novícia) külön erre a célra kijelölt házban kell töltenie. Időtartama legalább egy, de legfeljebb két év. Noviciátusba nem vehető fel olyan személy, aki még nem töltötte a 17. életévet, illetve akit érvényes házassági kötelék köt. A jelöltet a novíciusmester (magiszter) készíti fel a szerzetesi életre. Ő ismerteti meg a jelöltet a rend szellemiségével, céljával, fegyelmével, történetével, sajátos életmódjával.
Ha a noviciátus végére a jelölt alkalmasnak bizonyul a szerzetesi életre, akkor először ideiglenes szerzetesi fogadalmat tesz. Ha alkalmassága kétsége marad, akkor az illetékes szerzetesi elöljáró meghosszabbíthatja a próbaidőt, legfeljebb hat hónappal.
Egyes szerzetesrendekben a noviciátust megelőzi egy posztulátusnak nevezett, többnyire fél-egyéves, kevesebb kötöttséggel járó jelöltidő.